# Maria Plantageneta (1278-1332)
Maria Plantageneta (Windsor, 11 marzo 1278 – Amesbury, prima dell'8 luglio 1332) fu principessa d'Inghilterra e monaca benedettina.

## Biografia
Settima figlia di Edoardo I d'Inghilterra ed Eleonora di Castiglia, Maria nacque al castello di Windsor nel 1278. La nonna Eleonora di Provenza, che si era ritirata nel priorato di Amesbury, nel Wiltshire, volle e ottenne che la nipote diventasse una monaca benedettina e, nonostante il rifiuto di Eleonora di Castiglia, nel 1285 la bambina fu inviata ad Amesbury insieme ad altre tredici giovanissime nobili. Edoardo la visitava di frequente, recandosi al monastero due volte nel 1286 e poi ancora nel 1289, nel 1290 e nel 1291. 
Prese il velo nel dicembre 1291, all'età di dodici anni, e il padre le concesse un vitalizio di cento sterline annue, in aggiunta a confortevoli alloggi privati. Alla morte della nonna nel 1291 la badessa di Fontevrault richiese insistentemente che la principessa si trasferisse al suo monastero, ma la richiesta fu respinta e Maria rimase ad Amesbury, probabilmente per evitare che cadesse in mano francesi in caso di guerra. Il suo vitalizio fu raddoppiato.
A dispetto della clausura, Maria viaggiò di frequente nel corso della sua vita, trascorrendo anche cinque settimane a corte nel 1297. Non ottenne mai cariche ecclesiastiche di rilievo, anche a causa della sua reticenza nei confronti della vita monastica: a corte accumulò oltre duecento sterline di debiti giocando a dadi e neanche il decretale Periculoso di Bonifacio VIII le impedì di viaggiare per l'Inghilterra, recandosi spesso sia a corte che in pellegrinaggio. Nicholas Trevet le dedicò le sue Cronache, scritte tra il 1324 e il 1334. Maria morì nel luglio 1332 e fu sepolta nell'abbazia. 

## Ascendenza
|                             |                    |                                    | Genitori                  |  |  | Nonni |  |  | Bisnonni               |  |  | Trisnonni               |  |
|                             |                    |                                    |                           |  |  |       |  |  | Giovanni d'Inghilterra |  |  | Enrico II d'Inghilterra |  |
|                             |                    |                                    |                           |  |  |       |  |  | Giovanni d'Inghilterra |  |  | Enrico II d'Inghilterra |  |
|                             |                    | Eleonora d'Aquitania               |                           |  |  |       |  |  | Giovanni d'Inghilterra |  |  |                         |  |
| Enrico III d'Inghilterra    |                    |                                    |                           |  |  |       |  |  | Giovanni d'Inghilterra |  |  |                         |  |
|                             |                    | Isabella d'Angoulême               | Ademaro III d'Angoulême   |  |  |       |  |  |                        |  |  |                         |  |
|                             |                    | Isabella d'Angoulême               | Ademaro III d'Angoulême   |  |  |       |  |  |                        |  |  |                         |  |
|                             |                    | Isabella d'Angoulême               | Alice di Courtenay        |  |  |       |  |  |                        |  |  |                         |  |
| Edoardo I d'Inghilterra     |                    | Isabella d'Angoulême               |                           |  |  |       |  |  |                        |  |  |                         |  |
|                             |                    | Raimondo Berengario IV di Provenza | Alfonso II di Provenza    |  |  |       |  |  |                        |  |  |                         |  |
|                             |                    | Raimondo Berengario IV di Provenza | Alfonso II di Provenza    |  |  |       |  |  |                        |  |  |                         |  |
|                             |                    | Raimondo Berengario IV di Provenza | Garsenda di Provenza      |  |  |       |  |  |                        |  |  |                         |  |
| Eleonora di Provenza        |                    | Raimondo Berengario IV di Provenza |                           |  |  |       |  |  |                        |  |  |                         |  |
|                             |                    | Beatrice di Savoia                 | Tommaso I di Savoia       |  |  |       |  |  |                        |  |  |                         |  |
|                             |                    | Beatrice di Savoia                 | Tommaso I di Savoia       |  |  |       |  |  |                        |  |  |                         |  |
|                             |                    | Beatrice di Savoia                 | Margherita di Ginevra     |  |  |       |  |  |                        |  |  |                         |  |
| Maria Plantageneta          |                    | Beatrice di Savoia                 |                           |  |  |       |  |  |                        |  |  |                         |  |
|                             | Alfonso IX di León | Ferdinando II di León              |                           |  |  |       |  |  |                        |  |  |                         |  |
|                             | Alfonso IX di León | Ferdinando II di León              |                           |  |  |       |  |  |                        |  |  |                         |  |
|                             | Alfonso IX di León | Urraca del Portogallo              |                           |  |  |       |  |  |                        |  |  |                         |  |
| Ferdinando III di Castiglia | Alfonso IX di León |                                    |                           |  |  |       |  |  |                        |  |  |                         |  |
|                             |                    | Berenguela di Castiglia            | Alfonso VIII di Castiglia |  |  |       |  |  |                        |  |  |                         |  |
|                             |                    | Berenguela di Castiglia            | Alfonso VIII di Castiglia |  |  |       |  |  |                        |  |  |                         |  |
|                             |                    | Berenguela di Castiglia            | Eleonora d'Inghilterra    |  |  |       |  |  |                        |  |  |                         |  |
| Eleonora di Castiglia       |                    | Berenguela di Castiglia            |                           |  |  |       |  |  |                        |  |  |                         |  |
|                             |                    | Simone di Dammartin                | Alberico II di Dammartin  |  |  |       |  |  |                        |  |  |                         |  |
|                             |                    | Simone di Dammartin                | Alberico II di Dammartin  |  |  |       |  |  |                        |  |  |                         |  |
|                             |                    | Simone di Dammartin                | Matilde di Clermont       |  |  |       |  |  |                        |  |  |                         |  |
| Giovanna di Dammartin       |                    | Simone di Dammartin                |                           |  |  |       |  |  |                        |  |  |                         |  |
|                             |                    | Maria di Ponthieu                  | Guglielmo II di Ponthieu  |  |  |       |  |  |                        |  |  |                         |  |
|                             |                    | Maria di Ponthieu                  | Guglielmo II di Ponthieu  |  |  |       |  |  |                        |  |  |                         |  |
|                             |                    | Maria di Ponthieu                  | Adele di Francia          |  |  |       |  |  |                        |  |  |                         |  |
|                             |                    | Maria di Ponthieu                  |                           |  |  |       |  |  |                        |  |  |                         |  |